# Carlos Manuel de Céspedes
Carlos Manuel de Céspedes, född 18 april 1819, död 27 februari 1874, var en kuban som i oktober 1868 inledde ett upprorskrig mot Spanien som koloniserade Kuba. Kriget varade i 10 år och ledde till en kompromiss som innebar utvidgat självstyre.
Hans son, Carlos Manuel de Céspedes, var Kubas statschef i 22 dagar under 1933.